# 26-я гвардейская мотострелковая дивизия
26-я гвардейская мотострелковая Восточно-Сибирская Городокская Краснознамённая ордена Суворова дивизия (сокр. 26 гв.сд) (нем. 26. Garde-Mot. Schützendivision), — соединение (мотострелковая дивизия) пехоты РККА ВС СССР, во время Великой Отечественной войны стрелковая дивизия.
Сражения и операции: Бои на Халхин-Голе, Советско-финская война, Великая Отечественная война. Участвовала в Московской битве, Орловской, Брянской, Городокской, Белорусской, Гумбинненской и Восточно-Прусской наступательных операциях.

## История
Имела наименования:
- с мая 1936 — 93-я стрелковая Восточно-Сибирская дивизия;
- с 20 апреля 1942 — 26-я гвардейская Восточно-Сибирская стрелковая дивизия;
- с 24 декабря 1943 — 26-я гвардейская Восточно-Сибирская Городокская стрелковая дивизия
- с 10 мая 1957 — 26-я гвардейская Восточно-Сибирская Городокская мотострелковая дивизия.

### Формирование
26-я гвардейская мотострелковая дивизия преобразована Приказом Народного комиссариата обороны СССР № 120, от 20 апреля 1942 года, из 93-й стрелковой «Восточно-Сибирской» дивизии.
- 93-я стрелковая «Восточно — Сибирская» дивизия (1 форм)

Дивизия сформирована в 1936 году в Забайкальском военном округе. Формирование проходило в военном городе Антипиха ЗабВО. Дивизия развертывалась на базе 106-го Сибирского стрелкового полка, участвовавшего в Гражданской войне по разгрому белогвардейских банд.
В октябре 1936 года ей было присвоено наименование «Восточно-Сибирская».
93-я стрелковая дивизия ЗабВО в 1939 году была частично отмобилизованна на базе бывшего «полка бедноты» и в июле 1939 года 93-я стрелковая дивизия была переброшена на станцию Даурия в готовности к отражению вероятного наступления японцев по Маньчжурской ветке. По окончании разгрома японских самураев в октябре 1939 года дивизия вернулись в Антипиху. Вновь сформированный 6 июня 1939 года 266-й стрелковый полк под условным номером в/ч 7177 был отправлен в район боев на Халхин-Голе. Частью сил (стрелковый батальон 93-й сд с 28 июня 1939 – по 16 сентября 1939) приняла участие в советско-японском конфликте на реке Халхин-Гол 1939 году.
Принимала участие и в войне с Финляндией. В ноябре 1939 года из состава дивизии был сформирован и послан на финский фронт лыжный батальон. Личный состав батальона за героические боевые дела после возвращение в дивизию имел в своих рядах 77 человек бойцов и командиров, награждённых орденами и медалями.

### В годы войны

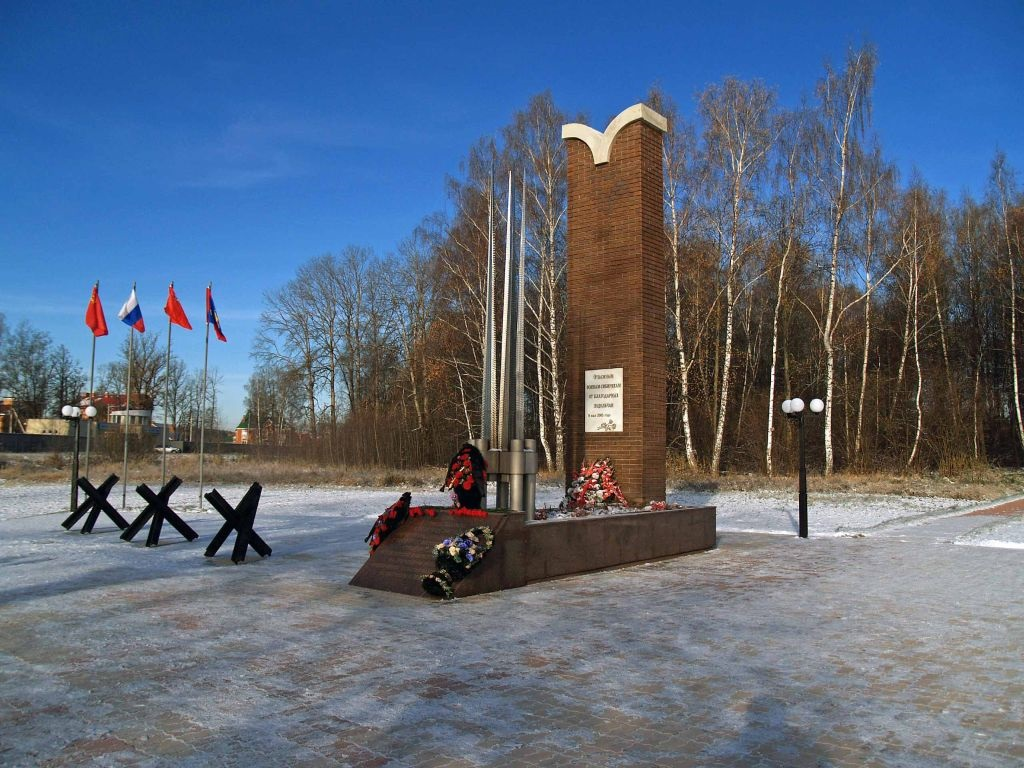
Памятник 93-й стрелковой Восточно-Сибирской дивизии, деревня Юдановка, Подольский район, Московская область.

В октябре 1941 года 93-я стрелковая Восточно-Сибирская дивизия (51-й, 129-й, 266-й сп, 100-й ап, 128-й гап) перебрасывается на Западный фронт и с 24-го октября сосредотачивается на рубеже Каменка — Богородское — Горки (юго-западнее Подольска), имея задачу задержать продвижение противника, стремительно наступающего вдоль Малоярославского шоссе на Москву. 26-го октября дивизия вступает в бой с частями противника, прорвавшегося через реку Нара. В упорных оборонительных боях во взаимодействии с другими соединениями части дивизии остановили наступление противника на этом рубеже.
В середине декабря 1941 года дивизия перешла в наступление, совместно с другими частями 43-й, 33-й армий прорвала оборону противника и, преодолевая его упорное сопротивление, к концу марта 1942 года вышла к реке Воря.
20 апреля 1942 года за проявленную отвагу в боях за Родину, стойкость, мужество, дисциплину и организованность личного состава дивизия удостоена почётного звания «Гвардейская», и преобразована в 26-ю гвардейскую стрелковую Восточно-Сибирскую дивизию.
С апреля 1943 года и по июнь 1946 года в составе 8 гвардейского стрелкового корпуса 11 гвардейской армии.
Участвовала в Московской битве, в боях на Спас-Деменском и Жиздринском направлениях, в Орловской, Брянской, Городокской, Белорусской, Гумбинненской и Восточно-Прусской наступательных операциях.
Состав дивизии на начало войны:
- 51-й стрелковый полк
- 129-й стрелковый полк
- 266-й стрелковый полк
- 100-й артиллерийский полк
- 128-й гаубичный артиллерийский полк (до 1 апреля 1942)
- 144-й оиптд, 272-я зенбатр (105-й озад), 55-й рб, 107-й сапб, 117-й обс, 82-й медсанбат, 33-я орхз, 91-я атр (31-й атб), 63-й пах, 165-й двл, 250-я ппс, 824-я пкг.
  - В действующей армии: С 23 октября 1941 — по 22 апреля 1944, с 28 мая 1944 — по 9 мая 1945.

22 октября 1941 года дивизия под командованием генерал-майора Эрастова Константина Максимовича была сосредоточена в районе города Подольска.
24 октября 1941 года дивизия получила боевой приказ задержать противника, наступающего вдоль Варшавского шоссе. Совершив марш 45 км дивизия 25 ноября 1941 года вступила в бой с фашистскими захватчиками на рубеже: Каменка — Богородское — Горки. В боях на ближних подступах к Москве, дивизия участвовала в период с 25 октября 1941 года по 8 апреля 1942 года, освободив Боровск, Балабаново, Рыжково.
Ломая сопротивление врага, войны-гвардейцы с боями продвигались вперед, освобождая земли Белоруссии. Части дивизии, участвовавшие в Городокской операции, показали себя с наилучшей стороны. За образцовые действия, мужество и отвагу в боях за Городок, дивизии было присвоено почётное наименование «Городокская».
25 мая 1944 года дивизия (под командованием генерал-майора Чернова), получила боевой приказ — совершить марш-манёвр.
С 11 июня 1944 года по 10 августа 1944 года дивизия участвует в Витебско-Оршанской операции и выходит на государственную границу с Сувалкской областью.
В боях под Оршей бессмертный подвиг совершил гвардии рядовой Смирнов Юрий Васильевич. В ночной атаке на танках, он находясь в составе десанта, был тяжело ранен и в бессознательном состоянии взят в плен. В ходе мучительного допроса Юрий Смирнов не проронил ни одного слова о целях разведки его подразделения. Указом Президиума Верховного Совета СССР Ю. В. Смирнову было посмертно присвоено звание Героя Советского Союза. Подвиг Юрия получил всеобщую известность в Советском Союзе.
За освобождение Белоруссии ей было объявлено пять благодарностей Верховного главнокомандующего. Дивизия в числе первых вышла к границам Восточной Пруссии.
С 3 по 9 апреля 1945 дивизия участвует в штурме города и крепости Кёнигсберг.
С 22 апреля 1945 года по 26 апреля 1945 года дивизия ведёт бои за город Пиллау

## Состав
(на 20 апреля 1942 года):
- 75-й гвардейский стрелковый ордена Суворова полк,
- 77-й гвардейский стрелковый ордена Суворова полк,
- 79-й гвардейский стрелковый Краснознамённый полк,
- 57-й гвардейский артиллерийский ордена Кутузова полк,
- 25-й отдельный гвардейский истребительно-противотанковый дивизион (до 15 апреля 1944 года)[5],
- 25-й отдельный гвардейский самоходный артиллерийский дивизион (с 15 апреля 1944 года)
- 24-я гвардейская зенитная батарея (до 7 февраля 1943),
- 9-й гв. минд (до 20 окиября 1942),
- 19-я отдельная гвардейская разведывательная рота,
- 30-й отдельный гвардейский сапёрный батальон,
- 38-й отдельный гвардейский батальон связи,
- 394-й (21) медико-санитарный батальон,
- 27-я отдельная гвардейская рота химической защиты,
- 575-я (22) автотранспортная рота подвоза ГСМ,
- 550-я (30) полевая хлебопекарня,
- 525-й (20) дивизионный ветеринарный лазарет,
- 250-я полевая почтовая станция,
- 824-я полевая касса Госбанка.[6]

- управление
- 290-й мотострелковый полк — г. Гусев, В/Ч № 31790
- 291-й гвардейский мотострелковый орденов Суворова и Александра Невского полк — г. Гусев, В/Ч № 20719
- 668-й мотострелковый полк — г. Гусев, В/Ч № 89549
- 73-й гвардейский танковый Свирский Краснознамённый орденов Суворова и Кутузова полк — г. Гусев, В/Ч № 52798
- 57-й гвардейский артиллерийский ордена Кутузова полк — г. Нестеров (?), В/Ч № 08660
- 853 зенитный ракетно-артиллерийский полк — г. Гусев, В/Ч № 78266
- 70 отдельный разведывательный батальон — г. Гусев, В/Ч № 03290
- 30 отдельный гвардейский инженерно-сапёрный батальон — г. Гусев, В/Ч № 30653
- (?) отдельный гвардейский батальон связи — г. Гусев, В/Ч № 36439
- (?) отдельная рота химической защиты — г. Гусев
- (?) отдельный ремонтно-восстановительный батальон — г. Гусев, В/Ч № 26327
- (?) отдельный медицинский батальон — г. Гусев, В/Ч № 66570
- 401 отдельный батальон материального обеспечения- г. Гусев, В/Ч № 02287.

## В составе
| Подчинение           | Подчинение              | Подчинение             | Подчинение                        | Подчинение               |
| Дата                 | Фронт (округ)           | Армия                  | Корпус                            | Примечания               |
| -------------------- | ----------------------- | ---------------------- | --------------------------------- | ------------------------ |
| 1 мая 1942 года      | Западный фронт          | 43-я армия             | -                                 | -                        |
| 1 июня 1942 года     | Западный фронт          | -                      | 8-й гвардейский стрелковый корпус | -                        |
| 1 июля 1942 года     | Западный фронт          | 20-я армия             | 8-й гвардейский стрелковый корпус | -                        |
| 1 октября 1942 года  | Западный фронт          | -                      | 8-й гвардейский стрелковый корпус | -                        |
| 1 ноября 1942 года   | Западный фронт          | 20-я армия             | 8-й гвардейский стрелковый корпус | -                        |
| 1 декабря 1942 года  | Западный фронт          | 20-я армия             | 8-й гвардейский стрелковый корпус | -                        |
| 1 марта 1943 года    | Западный фронт          | -                      | -                                 | -                        |
| 1 апреля 1943 года   | Западный фронт          | 49-я армия             | -                                 | -                        |
| 1 мая 1943 года      | Западный фронт          | 16-я армия             | 8-й гвардейский стрелковый корпус | -                        |
| 1 июня 1943 года     | Западный фронт          | 11-я гвардейская армия | 8-й гвардейский стрелковый корпус | -                        |
| 1 июля 1943 года     | Западный фронт          | 11-я гвардейская армия | 8-й гвардейский стрелковый корпус | -                        |
| 1 августа 1943 года  | Брянский фронт          | 11-я гвардейская армия | 8-й гвардейский стрелковый корпус | -                        |
| 1 сентября 1943 года | Брянский фронт          | 11-я гвардейская армия | 8-й гвардейский стрелковый корпус | -                        |
| 1 октября 1943 года  | Брянский фронт          | 11-я гвардейская армия | 8-й гвардейский стрелковый корпус | -                        |
| 1 ноября 1943 года   | 2-й Прибалтийский фронт | 11-я гвардейская армия | 8-й гвардейский стрелковый корпус | -                        |
| 1 декабря 1943 года  | 1-й Прибалтийский фронт | 11-я гвардейская армия | 8-й гвардейский стрелковый корпус | -                        |
| 1 января 1944 года   | 1-й Прибалтийский фронт | 11-я гвардейская армия | 8-й гвардейский стрелковый корпус | -                        |
| 1 февраля 1944 года  | 1-й Прибалтийский фронт | 11-я гвардейская армия | 8-й гвардейский стрелковый корпус | -                        |
| 1 марта 1944 года    | 1-й Прибалтийский фронт | 11-я гвардейская армия | 8-й гвардейский стрелковый корпус | -                        |
| 1 апреля 1944 года   | 1-й Прибалтийский фронт | 11-я гвардейская армия | 8-й гвардейский стрелковый корпус | -                        |
| 1 мая 1944 года      | Резерв Ставки ВГК       | 11-я гвардейская армия | 8-й гвардейский стрелковый корпус | -                        |
| 1 июня 1944 года     | 3-й Белорусский фронт   | 11-я гвардейская армия | 8-й гвардейский стрелковый корпус | -                        |
| 1 июля 1944 года     | 3-й Белорусский фронт   | 11-я гвардейская армия | 8-й гвардейский стрелковый корпус | -                        |
| 1 августа 1944 года  | 3-й Белорусский фронт   | 11-я гвардейская армия | 8-й гвардейский стрелковый корпус | -                        |
| 1 сентября 1944 года | 3-й Белорусский фронт   | 11-я гвардейская армия | 8-й гвардейский стрелковый корпус | -                        |
| 1 октября 1944 года  | 3-й Белорусский фронт   | 11-я гвардейская армия | 8-й гвардейский стрелковый корпус | -                        |
| 1 ноября 1944 года   | 3-й Белорусский фронт   | 11-я гвардейская армия | 8-й гвардейский стрелковый корпус | -                        |
| 1 декабря 1944 года  | 3-й Белорусский фронт   | 11-я гвардейская армия | 8-й гвардейский стрелковый корпус | -                        |
| 1 января 1945 года   | 3-й Белорусский фронт   | 11-я гвардейская армия | 8-й гвардейский стрелковый корпус | -                        |
| 1 февраля 1945 года  | 3-й Белорусский фронт   | 11-я гвардейская армия | 8-й гвардейский стрелковый корпус | -                        |
| 1 марта 1945 года    | 3-й Белорусский фронт   | 11-я гвардейская армия | 8-й гвардейский стрелковый корпус | Земландская группа войск |
| 1 апреля 1945 года   | 3-й Белорусский фронт   | 11-я гвардейская армия | 8-й гвардейский стрелковый корпус | Земландская группа войск |
| 1 мая 1945 года      | 3-й Белорусский фронт   | 11-я гвардейская армия | 8-й гвардейский стрелковый корпус | -                        |

## После войны. Расформирование
С 05.05.1945 года сосредотачивается в районе Кёнигсберг Особый военный округ (Фридрихсдорф, Финконхор, Галлау), где части дивизии занимаются боевой подготовкой.
После войны 79-й гвардейский стрелковый полк передан в состав 1-й танковой дивизии (Калининград). 77-й гвардейский мотострелковый полк передан 107-й мотострелковой дивизии (Вильнюс). 75-й гвардейский мотострелковый полк передан в состав 40-й гвардейской танковой дивизии (Советск)
- В 1957 году переформировывается в мотострелковую дивизию и имеет наименование 26-я гвардейская мотострелковая дивизия, входит в состав 11-й гвардейской армии ПрибВО, (дислоцируется в Гусеве).
- Состав дивизии :
- 250-й мотострелковый полк,
- 291-й гвардейский мотострелковый орденов Суворова и Александра Невского полк,
- 77-й гвардейский мотострелковый ордена Суворова полк,
- 73-й гвардейский танковый Свирский[8] Краснознамённый ордена Суворова полк,
- 57-й гвардейский артиллерийский ордена Кутузова полк,
- ? зенитный ракетно-артиллерийский полк
- 36-й отдельный гвардейский батальон связи,
- 30-й отдельный гвардейский инженерно-сапёрный батальон,
- и др части.

После войны в состав дивизии вошли:
- 73 гвардейский танковый полк, почётное наименование «Свирский» и ордена Красного Знамени и Суворова он возможно получил от 339 гвардейского тяжёлого самоходно — артиллерийского полка.
- 291 гвардейский мотострелковый полк, который получил свои награды от расформированного в 1945 году 61 гвардейского кавалерийского полка 2-го гвардейского кавалерийского корпуса.

В послевоенные годы дивизия дислоцировалась в городах Гусеве и Нестеров Калининградской области .
Наряду с напряжённой боевой учёбой, личный состав активно помогал населению в становлении и развитии экономики региона.
- За большие заслуги в деле защиты Отечества и достигнутые высокие результаты в боевой подготовке в честь 50-летия Советских Вооружённых Сил 11-я гвардейская армия Указом Президиума Верховного Совета СССР от 22 февраля 1968 года награждена орденом Красного Знамени.

Личный состав дивизии демонстрировал своё воинское мастерство в ходе крупных учений «Неман-79», «Запад-81» и «Содружество».
- В 1989 году 26-я гвардейская мотострелковая дивизия была расформирована (по другим данным в 09.1989 свёрнута в 5190-ю гв. БХВТ, которая была расформирована в 11.1991). Отдельные её части влились в состав 18-й гвардейской мотострелковой дивизии вернувшейся из Чехословакии в Гусев.
- В 1997 году некоторые части 26-й гвардейской мотострелковой дивизии в составе 11-й гвардейской общевойсковой армии были преобразованы в Сухопутные и Береговые войска Балтийского флота[9].

## Награды, наименования дивизии и частей
- 31.10.1936 присвоено наименование «Восточно-Сибирская»
- 20.04.1942 приказом Народного Комиссара Обороны СССР № 120 преобразована в 26-ю гвардейскую стрелковую дивизию[10]
- 24.12.1943 приказом Верховного Главнокомандующего присвоено почётное наименование «Городокская» — в ознаменование одержанной победы и отличие в боях по освобождению города Городок.
- Указом Президиума Верховного Совета СССР от 10.07.1944 года за образцовое выполнение заданий командования в боях с немецкими захватчиками при форсировании реки Березина, за овладение городом Борисов и проявленные при этом доблесть и мужество, дивизия награждена орденом Красного знамени[11].[12]
- Указом Президиума Верховного Совета СССР от 19.02.1945 г. за образцовое выполнение заданий командования в боях с немецкими захватчиками, овладение городом Инстербургом и проявленные при этом доблесть и мужество, дивизия награждена орденом Суворова II степени[11].[13]

Награды частей дивизии:
- Указом Президиума Верховного Совета Союза ССР от 19.02.1945 г. за образцовое выполнение заданий командования в боях при форсировании рек Дайме и Прегель и овладении городами Лабиау,Велау,Даркемен,Бенкхайм,Тройбург и проявленные при этом доблесть и мужество 79-й гвардейский стрелковый полк награждён орденом Красного знамени.
- Указом Президиума Верховного Совета Союза ССР от 28.05.1945 г. за образцовое выполнение заданий командования в боях с немецкими захватчиками, за овладение городом и крепостью Веллау и проявленные при этом доблесть и мужество награждены:
  - орденом Суворова III степени 75-й гвардейский стрелковый полк и 77-й гвардейский стрелковый полк.
  - орденом Кутузова III степени 57-й гвардейский артиллерийский полк.

## Командование
Командиры дивизии:
- Мешков, Алексей Тимофеевич (1936 — 08.02.1938), комбриг[14];
- Аввакумов, Яков Александрович (02.10.1938 — 11.1939), комбриг;
- Эрастов, Константин Максимович (14.08.1939 — 30.03.1942), комбриг, генерал-майор;
- Корженевский, Николай Николаевич (31.03.1942 — 09.01.1944), полковник, гвардии генерал-майор[15]
- Чернов, Григорий Иванович (10.01.1944 — 25.04.1947), полковник, гвардии генерал-майор[16];
- Григорьян, Григорий Аванесович (25.04.1947 — 11.1948), гвардии генерал-майор;
- Кулагин, Иван Яковлевич (30.12.1948 — 15.04.1954), гвардии генерал-майор;
- Третьяк, Иван Моисеевич (15.06.1956 — 19.10.1957), гвардии полковник, генерал-майор;
- Салманов, Григорий Иванович (19.10.1957 — 06.08.1962), гвардии полковник, генерал-майор;
- Васильченко, Василий Агеевич (06.08.1962 — 22.11.1966), гвардии полковник, генерал-майор;
- Абол, Хуго Августович (22.11.1966 — 26.07.1971), гвардии полковник, генерал-майор;
- Маргелов, Геннадий Васильевич (26.07.1971 — 09.03.1976), гвардии полковник, генерал-майор;
- Бельников (1982—1984), гвардии полковник.

Заместители командира
- Гужавин, Василий Андреевич (май 1940 — август 1941), полковник;
- Кравцов, Николай Иванович (июль 1942 — март 1943), гвардии полковник;

Начальники штаба:
- Буланов, Семён Иванович (февраль 1938 — апрель 1939), майор, подполковник;
- Корженевский, Николай Николаевич (25.11.1939 — 31.3.1942), майор, подполковник[17];
- Синякин, Степан Борисович (?- август 1943 — август 1944 года — ?), гвардии майор, гвардии подполковник;
- Зоткин, Иосиф Иванович (? — январь 1945 года — ?), гвардии полковник;
- Дюков, Константин Павлович (? — июнь 1945 года), гвардии полковник.

Командующие артиллерией дивизии:
- Евтушенко, Фёдор Антонович (? — декабрь 1943 года — ?), гвардии полковник;
- Шведов Григорий Иустинович (? — март, апрель 1945 года — ?), гвардии полковник;
- Камисов Иван Иванович (? — июль 1945 года), гвардии полковник.

## Отличившиеся воины
Около 11 тысяч воинов награждены орденами и медалями, 10 удостоены звания Героя Советского Союза.

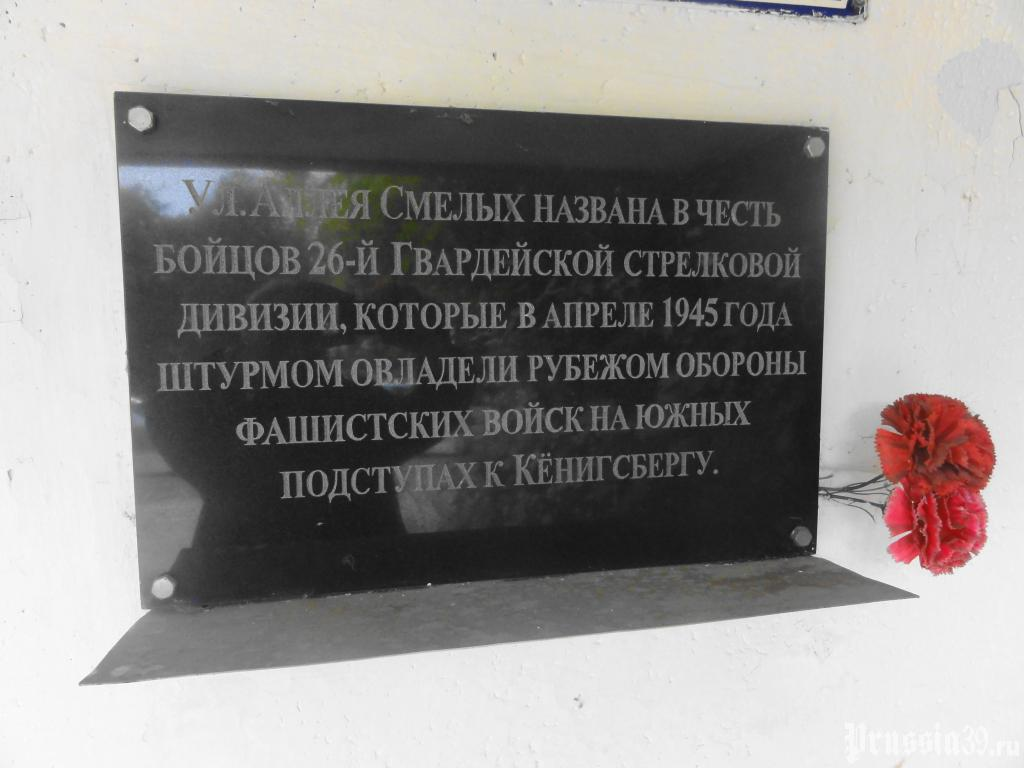
Табличка на Аллее Смелых в Калининграде

Произведено награждений орденами СССР не меньше:
- орден Ленина — 14
- орден Красного Знамени — 385
- орден Суворова II степени — 1
- орден Кутузова II степени — 1
- орден Суворова III степени — 6
- орден Кутузова III степени — 4
- орден Богдана Хмельницкого III степени — 5
- орден Александра Невского — 46
- орден Отечественной войны I степени — 413
- орден Отечественной войны II степени — 810
- орден Красной Звезды — 2301
- орден Славы II степени- 67
- орден Славы III степени — 926

(Данные о награждениях взяты из приказов 26 гвардейской стрелковой дивизии, 8 гвардейского стрелкового корпуса, 11 гвардейской армии, Западного , Брянского, 1 Прибалтийского , 3 Белорусского фронтов и указов Президиума Верховного Совета СССР, размещённых на сайте "Электронный банк документов «Подвиг народа в Великой Отечественной войне 1941—1945 гг.» Министерства обороны РФ).
Герои Советского Союза:
- . Гвардии сержант Бабахин, Калистрат Иванович, командир отделения 30 отдельного гвардейского сапёрного батальона. Указ Президиума Верховного Совета СССР от 24 марта 1945 года. Медаль «Золотая Звезда» № 5006.
- . Кириллов, Михаил Петрович, гвардии капитан, командир стрелкового батальона 79 гвардейского стрелкового полка
- .Гвардии рядовой Минин, Александр Александрович, разведчик 77 гвардейского стрелкового полка. Указ Президиума Верховного Совета СССР от 24 марта 1945 года.
- .Гвардии лейтенант Редькин, Николай Ефимович, командир взвода 30 отдельного гвардейского сапёрного батальона. Указ Президиума Верховного Совета СССР от 24 марта 1945 года. Медаль «Золотая Звезда» № 8806.
- .Гвардии майор Сергеев, Анатолий Андреевич, командир стрелкового батальона 77 гвардейского стрелкового полка. Указ Президиума Верховного Совета СССР от 24 марта 1945 года (посмертно).
- . Гвардии красноармеец Смирнов Юрий Васильевич, стрелок 77-го гвардейского стрелкового полка. Указ Президиума Верховного Совета СССР от 6 октября 1944 года (посмертно). Навечно зачислен в списки личного состава 77 гвардейского мотострелкового полка.
- .Гвардии сержант Сноплян, Амаяк Артынович, командир отделения 77 гвардейского стрелкового полка. Указ Президиума Верховного Совета СССР от 24 марта 1945 года.
- Гвардии старший лейтенант Суфьянов, Суфий Хазиевич(1914—1999), командир стрелковой роты 79-го гвардейского стрелкового полка.Указ Президиума Верховного Совета СССР от 24 марта 1945 года. Медаль «Золотая Звезда» № 4207.
- Гвардии генерал-майор Чернов, Григорий Иванович, командир дивизии. Указ Президиума Верховного Совета СССР от 19 апреля 1945 года. Медаль «Золотая Звезда» № 5039.
- .Гвардии рядовой Шакиров, Астанакул, разведчик взвода разведки 75 гвардейского стрелкового полка. Указ Президиума Верховного Совета СССР от 24 марта 1945 года. Погиб в бою 11 января 1945 года.
- Гвардии майор Шелковый, Сергей Епифанович (1912—1979), командир 79-го гвардейского стрелкового полка. Указ Президиума Верховного Совета СССР от 24 марта 1945 года. Медаль «Золотая Звезда» № 4202.